# Юлія Абе
Юлія Абе (нім. Julia Abe; нар. 21 травня 1976) — колишня німецька тенісистка.
Найвищу одиночну позицію світового рейтингу — 111 місце досягла 10 січня 2000, парну — 139 місце — 10 квітня 2000 року.
Здобула 3 одиночні та 4 парні титули туру ITF.
Найвищим досягненням на турнірах Великого шолома було 2 коло в одиночному та парному розрядах.

## Фінали ITF
| турніри $100,000 |
| турніри $75,000  |
| турніри $50,000  |
| турніри $25,000  |
| турніри $10,000  |

### Одиночний розряд (3–3)
| Результат | Ранг | Дата           | Турнір               | Покриття | Суперниця            | Рахунок  |
| --------- | ---- | -------------- | -------------------- | -------- | -------------------- | -------- |
| Перемога  | 1.   | 21 квітня 1996 | Желос, Франція       | Ґрунт    | Лоранс Гарсія-Клеман | 6–0, 6–4 |
| Перемога  | 2.   | 15 липня 1996  | Дармштадт, Німеччина | Ґрунт    | Ралука Санду         | 6–2, 6–3 |
| Поразка   | 3.   | 28 червня 1997 | Бордо, Франція       | Ґрунт    | Емманюелль Курутше   | 6–7, 3–6 |
| Поразка   | 4.   | 3 серпня 1997  | Горб, Німеччина      | Ґрунт    | Анна Фелденьї        | 4–6, 1–6 |
| Поразка   | 5.   | 8 лютого 1998  | Майорка, Іспанія     | Ґрунт    | Лурдес Домінгес Ліно | 2–6, 3–6 |
| Перемога  | 6.   | 3 жовтня 1999  | Тбілісі, Грузія      | Ґрунт    | Тетяна Пучек         | 6–2, 6–0 |
| NP        | 7.   | 10 жовтня 1999 | Батумі, Грузія       | Килим    | Каталін Мароші       | NP       |

### Парний розряд (4–1)
| Результат | Ранг | Дата              | Турнір               | Покриття  | Партнерка       | Суперниці                         | Рахунок          |
| --------- | ---- | ----------------- | -------------------- | --------- | --------------- | --------------------------------- | ---------------- |
| Перемога  | 1.   | 11 лютого 1996    | Майорка, Іспанія     | Ґрунт     | Анке Рос        | Нурія Льягостера Вівес Лаура Пена | 6–4, 6–2         |
| Перемога  | 2.   | 3 серпня 1997     | Горб, Німеччина      | Ґрунт     | Рені Рід        | Магда Міхалаке Аліче Пірсу        | 6–3, 6–3         |
| Перемога  | 3.   | 23 листопада 1997 | Довіль, Франція      | Килим (i) | Любомира Бачева | Каталін Мароші Кароліна Шнайдер   | 6–2, 6–4         |
| Поразка   | 4.   | 5 липня 1998      | Файгінген, Німеччина | Ґрунт     | Любомира Бачева | Лоранс Куртуа Мая Мурич           | 1–6, 4–6         |
| Перемога  | 5.   | 2 квітня 2000     | Норкросс, США        | Тверде    | Ципора Обзилер  | Ліндсей Лі-Вотерс Джессіка Стек   | 5–7, 7–6(4), 6–4 |